# Ornithoboea calcicola
Ornithoboea calcicola är en tvåhjärtbladig växtart som beskrevs av Cheng Yih Wu och Hsi Wen Li. Ornithoboea calcicola ingår i släktet Ornithoboea och familjen Gesneriaceae. Inga underarter finns listade i Catalogue of Life.